# Großer Momella-See
Der Große Momella-See ist der größten der Momella-Seen im Arusha-Nationalpark Tansanias.

## Beschreibung
Er liegt im Nordosten des Nationalparks und ist ganzjährig mit Wasser gefüllt. Er entstand als Folge der letzten Großen Eruption des Mount Meru vor ca. 6000 Jahren.
Er entwässert über einen kleinen Fluss im Südosten zum Kikuletwa ins Flusssystem des Pangani.

## Bilder

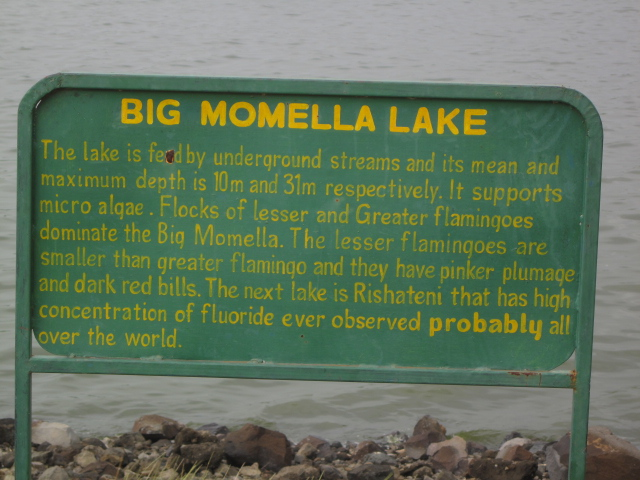
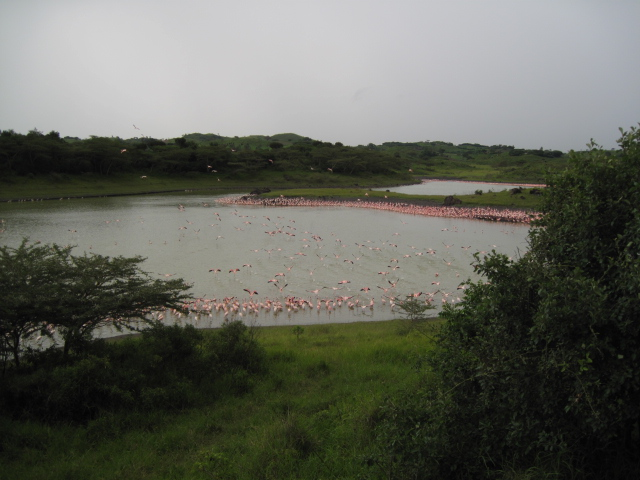
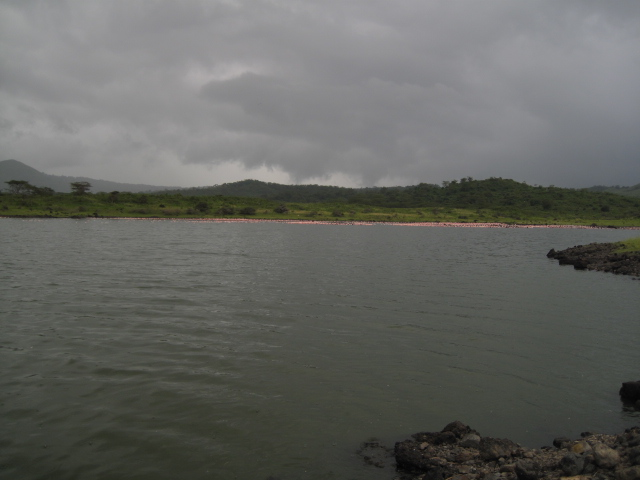